# Villalba de los Llanos
Villalba de los Llanos és un municipi de la província de Salamanca a la comunitat autònoma de Castella i Lleó. Limita al Nord amb Matilla de los Caños del Río, a l'Est amb Vecinos, al Sud amb Carrascal del Obispo i a l'Oest amb Sanchón de la Sagrada i Aldehuela de la Bóveda.

## Demografia
| 1991 | 1996 | 2001 | 2004 |
| ---- | ---- | ---- | ---- |
| 223  | 204  | 196  | 182  |